# Makar Tschudra

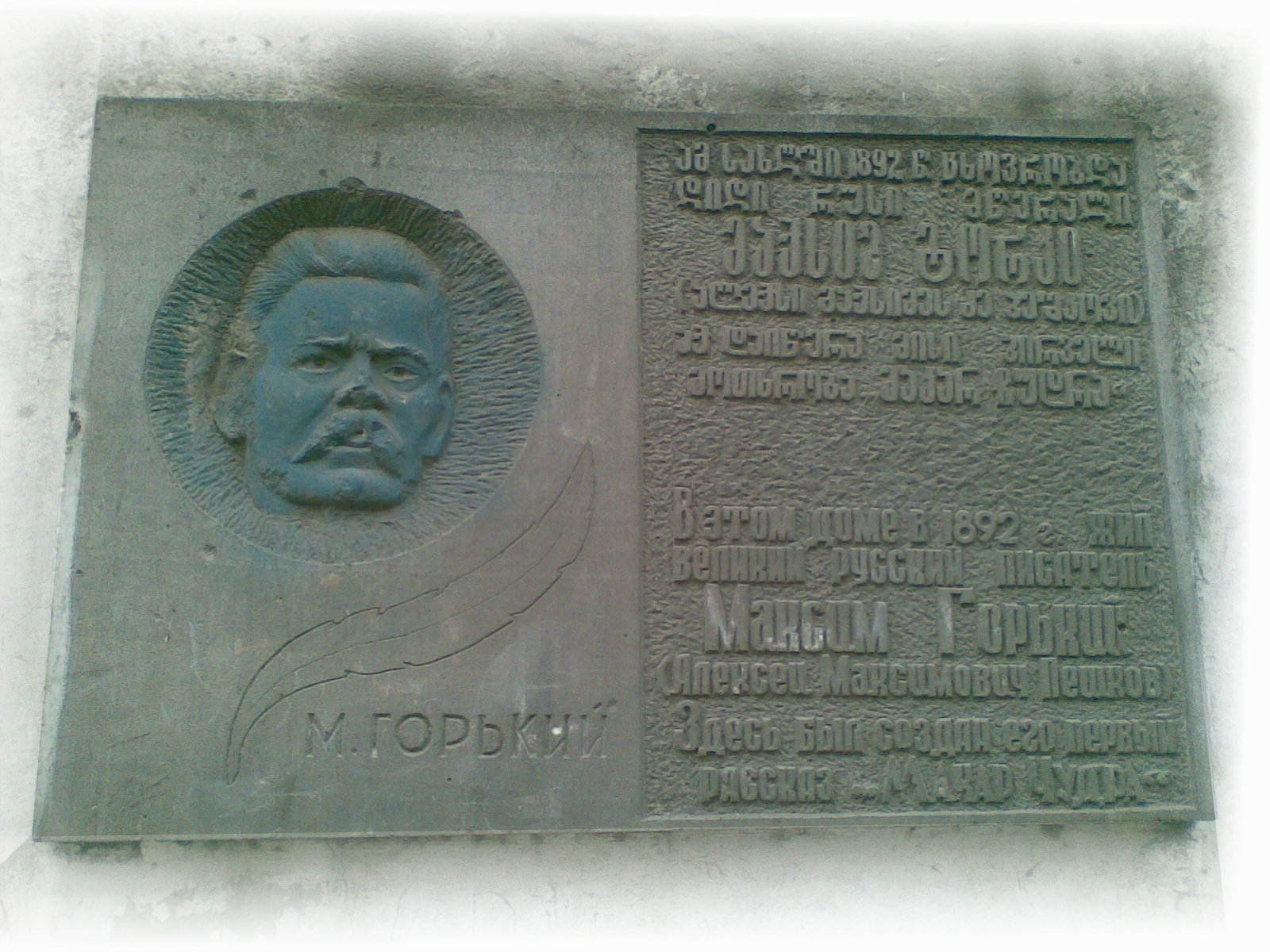
Gedenktafel an einem Tifliser Wohnhaus: „In diesem Haus lebte 1892 der große russische Schriftsteller Maxim Gorki. Hier entstand seine erste Erzählung Makar Tschudra“.

Makar Tschudra (russisch Макар Чудра) ist eine Erzählung des russischen Schriftstellers Maxim Gorki aus dem Jahr 1892, die 1901 in deutscher Sprache erschien. Gorki schrieb die Erzählung 1892 in Tiflis. Er arbeitete zu der Zeit in der Werkstatt der Transkaukasischen Eisenbahn. In dieser ersten Publikation des Autors, die am 12. September 1892 unter dem Pseudonym Maxim Gorki (Gorki: der Bittere) in der Tifliser Zeitung Kaukasus (Kawkas) erschien, erzählt der Nomade Makar Tschudra dem Ich-Erzähler, einem Russen, die Geschichte der unglücklichen Liebe des jungen Loiko Sobar zu der schönen Radda.

## Vorgeschichte
Nach sechsjähriger Verbannung in Sibirien durfte sich Korolenko zwar in keiner russischen Hauptstadt, doch in Gorkis Geburtsstadt Nischni Nowgorod aufhalten. Gorki legte dem Schriftsteller 1889 sein „ausgezeichnetes Poem“ Sang der alten Eiche vor und erhielt eine Abfuhr. Darauf ließ Gorki die Finger von der Schreiberei und erwanderte zwei Jahre lang das Gebiet um den Don, die Ukraine, Bessarabien sowie die russische Schwarzmeerküste und blieb eine Weile im Kaukasus. Ein gewisser Alexander Kaljuschny vom Volkswillen, der in Tiflis unter Hausarrest stand, drängte Gorki, die Geschichte Makar Tschudras aufzuschreiben.

## Inhalt
Rahmenerzählung
In einer finsteren Herbstnacht sitzen sich der 58-jährige Makar Tschudra und der Ich-Erzähler an einem Holzfeuer gegenüber; „links die grenzenlose Steppe, rechts das unendliche Meer“. Makar Tschudra liebt diese Weite und verachtet jene Sesshaften, wie sie sich in ihren Ortschaften drängen. Er hütet die Pferde seines Stammes. Nicht weit entfernt, aus der Finsternis, ertönt „leidenschaftlich ein lyrisches Lied“. Die Sängerin ist Makar Tschudras Tochter, die schöne Nonka. Ihr Vater spricht seinen Gegenüber mit „Falke“ an und erzählt ihm, was er von der Welt gesehen hat. Durch die Bukowina ist er mit seinem Stamm gezogen; in Galizien hat er im Gefängnis gesessen.
Makar Tschudra erzählt aus jener Zeit in der Bukowina. Da saß er in einer Frühlingsnacht mit dem Soldaten Danilo und dessen Tochter Radda zusammen. Danilo hatte einst in den Reihen Kossuths gekämpft. Makar Tschudra beschreibt die schöne Radda; vergleicht sie mit seiner stolzen Tochter Nonka, doch er sucht nach Worten und Wendungen, wenn er sie gegenüber Nonka als eigentlich unvergleichlich rühmen möchte.
Der russische Ich-Erzähler fügt der Erzählung Makar Tschudras bei: „...das Meer sang einen düsteren, feierliche Hymnus dem stolzen schönen Zigeunerpaar – Loiko Sobar und Radda... Die beiden aber schwebten in der Dunkelheit der Nacht flüchtig und lautlos umeinander, und nie gelang es dem schönen Loiko, die stolze Radda zu erreichen.“
Binnenerzählung
Als sich Loiko Sobar, der sogar Russisch und Ungarisch lesen und schreiben konnte, dort in der Bukowina zu Makar Tschudras Stamm gesellt hatte, waren bald alle Stammesmitglieder dem Ankömmling zugetan gewesen. Allein Radda, die Tochter Danilos, hatte keine Notiz von dem Burschen genommen. Loiko Sobar will das „feurige Pferd“ zähmen. Danilo ist einverstanden; hat aber so seine Bedenken. Loiko Sobars erster Zähmungsversuch geht daneben. Radda bringt ihren neuen Liebhaber zu Fall. Selbst als Radda beim nächsten Annäherungsversuch Loikos ihre Pistole auf ihn richtet, beantwortet er die Bedrohung mit: „Ich liebe dich!“ Radda gesteht Loiko im Gegenzug ihre Liebe, muss aber erklären, die Freiheit liebe sie noch mehr. Also will Radda erst Loikos Weib werden, nachdem er sich im Beisein ihres vollzählig versammelten Stammes vor ihr niedergebeugt und ihr die rechte Hand geküsst habe. Loiko verspricht es stöhnend und ersticht die Geliebte mit seinem krummen Messer. Darauf ersticht der alte Danilo den Mörder hinterrücks, „denn er war ja Raddas Vater.“

## Deutschsprachige Ausgaben
- Maxim Gorki: Makar Tschudra und andere Erzählungen. Einzig autorisierte Übersetzung aus dem Russischen von August Scholz[11]. Malik-Verlag, Berlin 1926.
- Maxim Gorki: Die Holzflösser und andere Erzählungen. Einzig autorisierte Übersetzung aus dem Russischen von August Scholz. 507 Seiten. Malik-Verlag, Berlin 1926 (Makar Tschudra. Vom Zeisig, der da log, und vom Specht, der die Wahrheit liebte. Jemeljan Piljaj. Großvater Archip und Lenjka. Tschelkasch. Einstmals im Herbst. Das Lied vom Falken. Ein Irrtum. Die alte Isergil. Die Geschichte mit dem Silberschloß. Mein Reisegefährte. Die Holzflößer. Bolek. Im Weltschmerz. Konowalow. Der Chan und sein Sohn. Die Ausfahrt).
- Makar Tschudra.[A 3] S. 7–29 in: Maxim Gorki: Ausgewählte Werke: Erzählungen. Märchen. Erinnerungen. SWA-Verlag[A 4], Berlin 1947 (Satz: Dr. Karl Meyer GmbH, Leipzig. Druck: Leipziger Buchdruckerei GmbH, Leipzig).
- Maxim Gorki: Makar Tschudra und andere Erzählungen. Roman-Zeitung, Novemberheft 1951 (Heft 29), Volk und Welt, Berlin.
- Makar Tschudra. Deutsch von Georg Schwarz. S. 31–46 in: Maxim Gorki: Erzählungen. Mit einem Vorwort von Edel Mirowa-Florin. Bd. 1 aus: Eva Kosing, Edel Mirowa-Florin (Hrsg.): Maxim Gorki: Werke in vier Bänden. Aufbau-Verlag, Berlin 1977 (1. Aufl.)

Verwendete Ausgabe
- Makar Tschudra. Deutsch von Arthur Luther. S. 9–22 in: Maxim Gorki: Erzählungen. Erster Band. 492 Seiten. Aufbau-Verlag, Berlin 1953.

## Rezeption
- Ludwig[12] schreibt, Liebe sei in Gorkis Schaffen „oft Maßstab für Wert oder Unwert eines Menschen“ und fasst zusammen: Radda und Loiko lieben die Freiheit mehr als ihr Leben. Makar Tschudra schaut auf die Werkenden, sich Mühenden mit Verachtung herab. Ungebundenheit ist sein höchstes Gut.

## Verfilmung
- 1975, Sowjetunion: Nach Motiven der Erzählung schuf Emil Loteanu Das Zigeunerlager zieht in den Himmel[13]. Swetlana Toma spielte die Radda, Grigore Grigoriu den Loiko Sobar und Barasbi Mulajew den Makar Tschudra.